# 蔡俊春
蔡俊春，中华人民共和国政治人物、全国脱贫攻坚先进个人。

## 生平
蔡俊春任上海市崇明区机关事务管理局局长。因在脱贫攻坚战中作出突出贡献，2021年2月25日全国脱贫攻坚总结表彰大会上，蔡俊春被授予“全国脱贫攻坚先进个人”。